# Koinzidenzmessung
Der Begriff Koinzidenz kommt aus dem Mittellateinischen (co/con ‚zusammen‘ + in ‚hinein‘ + cadere/cidere ‚fallen‘ bzw. zusammen in (einen Punkt) fallen) und bedeutet allgemein das Zusammentreffen von Ereignissen innerhalb einer bestimmten, vorgegebenen Zeitspanne. In der Messtechnik, insbesondere auf den Gebieten Atom-, Kern- und Teilchenphysik, kommt das Prinzip der Koinzidenzmessung mit einer Schaltung mit mindestens zwei Eingängen zur Anwendung, bei der nur beim gleichzeitigen Auftreten von Impulsen an allen Eingängen ein Ausgangssignal entsteht.

## Geschichte

### Erste Anwendung
Jean Jacques d’Ortous de Mairan (1678–1771) erfand bei Pendelmessungen die Koinzidenzmethode, die später von Jean Charles Borda verbessert wurde.

### Rückstoßelektron und gestreute Photonen beim Compton-Effekt

Koinzidenzmessung; Versuchsanordnung von Bothe und Geiger

Walther Bothe und Hans Geiger wandten eine  Koinzidenzmethode in der Atomphysik an, um das gleichzeitige Auftreten des Rückstoßelektrons und des gestreuten Photons beim Compton-Effekt nachzuweisen.
Zu diesem Experiment, das sie 1924/25 durchführten, lenkten sie ein schmales Bündel Röntgenstrahlen zwischen zwei Spitzenzähler (Vorläufer der Geiger-Müller-Zählrohre), die sich in einer Wasserstoffatmosphäre befanden. Wasserstoff absorbiert die Röntgenstrahlen nur schwach, streut sie aber stark. Ein Zählrohr, das Zählrohr 1, blieb offen und dadurch mit Wasserstoff gefüllt. Das andere Zählrohr, das Zählrohr 2, war mit einer Platinfolie abgedeckt und der Innenraum war mit Luft gefüllt. Da die Platinfolie die Rückstoßelektronen absorbiert, sprach das luftgefüllte Zählrohr 2 nicht auf Elektronen an. Die Photonen durchdrangen die Folie und lösten dabei aus der Luft, den Wänden des Zählrohrs und der Folie selbst Photoelektronen, die durch das Zählrohr 2 registriert wurden. Das offene Zählrohr 1 registrierte fast keine Photonen, da sie nur wenig vom Wasserstoff absorbiert werden. Die Rückstoßelektronen werden dagegen gemessen. Da das zweite Zählrohr nicht jedes ankommende Photon registriert, entspricht nicht jedem Ansprechen des mit dem ersten Zählrohr verbundenen Elektrometers ein Ausschlag des zweiten Elektrometers. Wenn jedoch eine Koinzidenz von Rückstoßelektron und Photon stattfindet, muss jedem Ausschlag des Photonenzählrohrs ein Ausschlag des Elektronenzählrohrs entsprechen.
Bei diesem Versuch wurde keine vollständige Übereinstimmung gemessen, die statistische Auswertung ergab aber eine Anzahl von Koinzidenzen von 150.000 gegen 1, was beweist, dass diese Übereinstimmungen nicht zufällig sind, sondern die Gleichzeitigkeit von Streuung und Erzeugung eines Rückstoßelektrons nachweist.
Das Verdienst bei der Entwicklung der Koinzidenzmessung liegt darin, dass Bothe und Geiger eine elektronische Registrierung des Ansprechens der Zählrohre einsetzten, die Zahl der Koinzidenzereignisse also automatisch registrierten und damit das anstrengende visuelle Beobachten durch die Experimentatoren vermieden. Die Leistungsfähigkeit der Methode wird damit wesentlich gesteigert. Die Koinzidenzmessung entwickelte sich ganz allgemein zu einem wichtigen Untersuchungsprinzip bei der Erforschung der kosmischen Strahlen, in der Erforschung von Elementarteilchenprozessen und der Untersuchung des Compton-Effektes.

### Kosmische Strahlung
Nachdem Victor Hess 1912 bei  Ballonfahrten die Höhenstrahlung entdeckt hatte, erbrachten Walther Bothe und Werner Kolhörster 1929 mittels Koinzidenzmessungen den Beweis, dass diese durchdringende Strahlung ihren Ursprung außerhalb der Erde hat. Sie entwickelten die Technik, das Ansprechen von zwei oder mehr Geiger-Müller-Zählrohren nur dann anzeigen zu lassen, wenn die Ansprechzeitpunkte innerhalb eines vorbestimmten kurzen Zeitintervalls aufeinander folgten. Dies trat dann ein, wenn ein und dasselbe Teilchen alle Zählrohre durchlief. Die Apparatur konnte dadurch nur Strahlung aus bestimmten Richtungen registrieren. Es zeigte sich, dass die Teilchen bevorzugt senkrecht zur Erdoberfläche einfielen; die Einfallsintensität sank hingegen, wenn man die Apparatur gegen den Horizont neigte. Dies weist klar auf den außerirdischen Ursprung hin, da in diesem Fall die senkrecht einfallenden Teilchen den kürzesten Weg durch die Erdatmosphäre haben und so am wenigsten absorbiert werden.

### Weitere Entwicklung
1954 erhielt Bothe  für seine Arbeiten über die kosmische Strahlung mit dem Koinzidenzverfahren und über die Kernumwandlung zusammen mit Max Born den Nobelpreis für Physik.
Heute ist die Koinzidenzmessung ein wichtiges Untersuchungsmittel der kosmischen Strahlung und aller Arten von Kern- und Elementarteilchenprozessen. Die Zeitauflösung der Elektronik von Bothe und Geiger lag bei etwa 1 ms. Moderne Elektronik erlaubt Auflösungen unterhalb von 50 ps, so dass meist die Detektoren selbst der begrenzende Faktor sind.